# Miloš Pavlović
Miloš Pavlović, född 8 oktober 1982 i Belgrad, är en serbisk racerförare.

## Racingkarriär
Pavlović inledde sin karriär i det brittiska F3-mästerskapet, där han blev elva 2000. Han vann Italienska F3-mästerskapet 2002, men bristen på pengar förhindrade en fortsatt full satsning då.

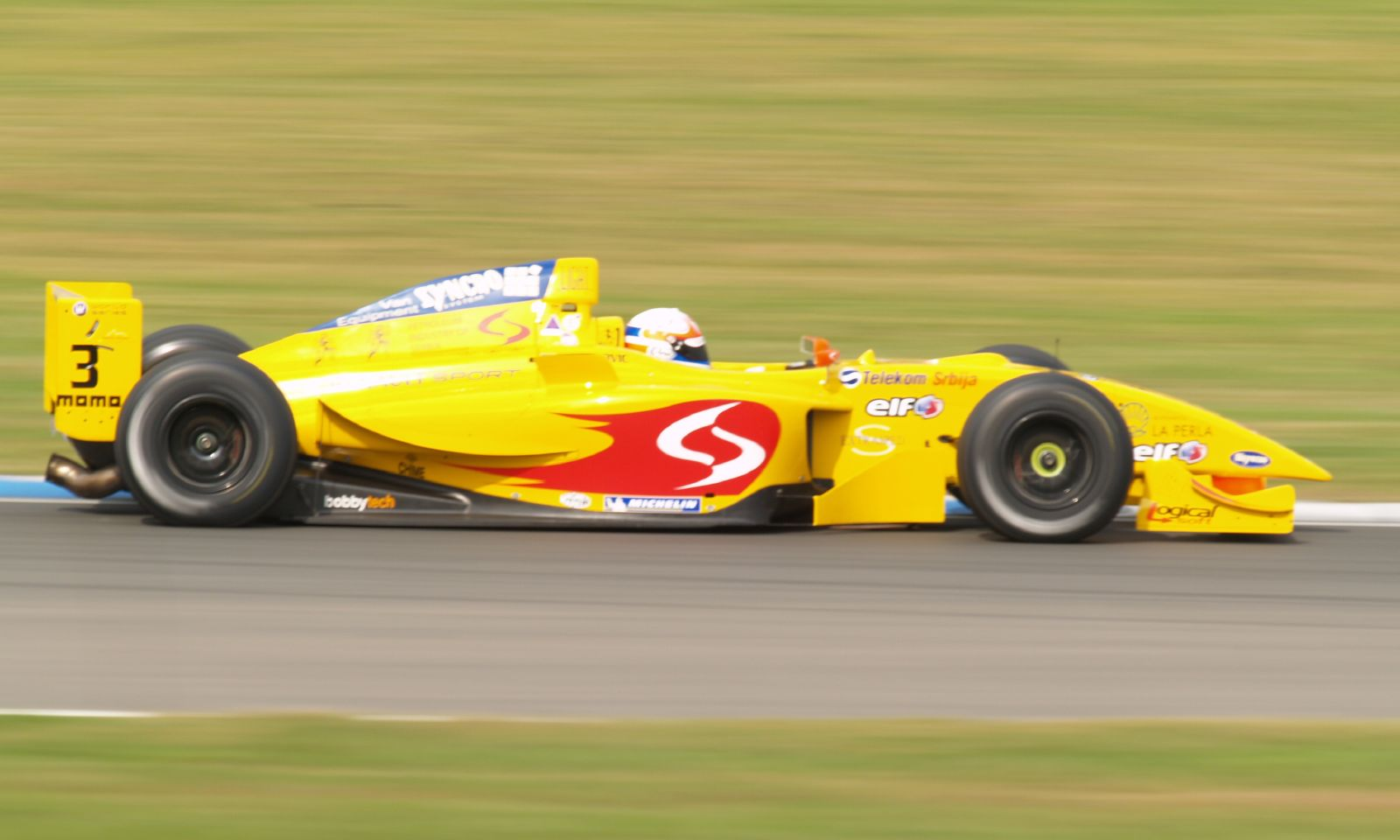
Miloš Pavlović i Formula Renault 3.5 Series 2007.

Satsningen kom istället i Formula Renault 3.5 Series 2005, där han slutade sjuttonde totalt. Han kom elva 2006, innan han slog till med en meriterande tredjeplats 2007.
Pavlović testade GP2 Asia Series säsongen 2008, där han blev sextonde i serien. Han inledde dock huvudserien dåligt och fick lämna stallet.
Under 2009 tävlade han i den nyskapade Formel 2-serien, FIA Formula Two Championship. Han hade en väldigt ojämn säsong, men tog en andraplats i det första racet på Circuit de Spa-Francorchamps samt en tredjeplats i det andra racet på Autodromo Enzo e Dino Ferrari. Totalt slutade han på nionde plats.